# تسوتومو أوغورا
تسوتومو أوغورا (باليابانية: 小倉 勉) (18 يوليو 1966 في أوساكا في اليابان – )؛ هو لاعب كرة قدم ياباني متقاعد.

## وصلات خارجية
- تسوتومو أوغورا على موقع الاتحاد الدولي (مؤرشف)  (الإنجليزية)
- تسوتومو أوغورا على موقع قاعدة بيانات كرة القدم.إي يو (الإنجليزية)
- تسوتومو أوغورا على موقع Soccerway.com (الإنجليزية)
- J.League Data Site (باليابانية)